# Bernhard Eriksson
Johan Bernhard Eriksson (i riksdagen kallad Eriksson i Grängesberg senare Eriksson i Falun), född 19 april 1878 i Grangärde församling, Kopparbergs län, död 18 april 1952 i Kungsholms församling, Stockholm, var en svensk politiker (socialdemokrat). Han var sjöförsvarsminister och socialminister 1920, riksdagsledamot (andra kammaren) 1905–1936, ordförande i socialdemokraternas riksdagsgrupp 1922–1923 och 1925–1926, talman i andra kammaren 1928–1932, landshövding i Kopparbergs län 1932–1944.

## Biografi
Eriksson var ursprungligen järnarbetare vid Grängesbergs gruvbolag och invaldes 1905 i andra kammaren, där han blev en av det socialdemokratiska partiets främsta tillgångar. Han var medlem i ett stort antal kommittéer och utskott, bland annat bevillningsutskottet, statsutskottet och bankoutskottet, det senare i egenskap av ordförande 1923–1926. Bland de särskilda utskott där Eriksson anlitades, märks 1925 års försvarsutskott. 
Han inträdde 1920 i Hjalmar Brantings första regering som chef för Sjöförsvarsdepartementet, och då detta drogs in 30 juni 1920 blev Eriksson chef för det nyinrättade Socialdepartementet. 
År 1928 blev Eriksson talman i andra kammaren, och var från 1916 fullmäktig i pensionsförsäkringsfonden. Han tillhörde såväl den socialdemokratiska partistyrelsen som riksdagsgruppens förtroenderåd.

### Privatliv
Bernhard Eriksson var son till hemmansägaren Erik Jansson och Johanna Jansson. Från 1903 var han gift med Mina Jansson (f. 1881).
Han är begravd på Grängesbergs kyrkogård.